# Coleophora fuscopictella
Coleophora fuscopictella é uma espécie de mariposa do gênero Coleophora pertencente à família Coleophoridae.